# Mugai Ryu
Mugai Ryū (無外流) é uma arte marcial japonesa que usa a katana para a defesa e principalmente para o desenvolvimento espiritual do praticante. 
Caracteriza-se pela sequência dos movimentos de sacar, cortar e embainhar em ritmo e fluidez naturais. Essa simplicidade de movimento possibilita à mente criar e manter a prontidão espiritual.

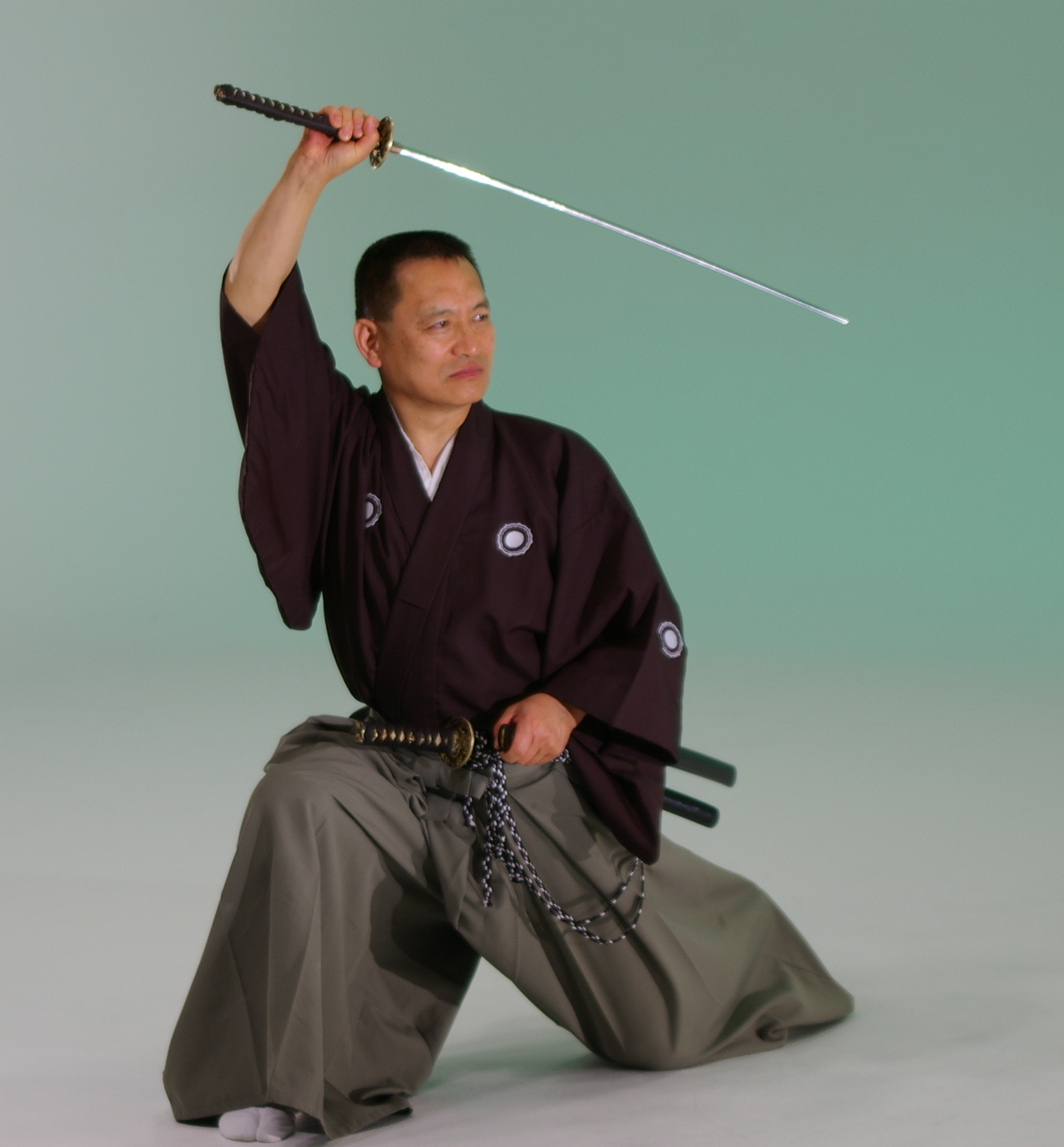
Niina Gyokudo, mugai ryū sōke.

## Videogame
A espada Mugai Ryu não é uma arma real, mas uma ficticia de Mortal Kombat. Ela é esclusiva de Scorpion, dada a ele em MK: Deception, e sendo usada até em MK: Armageddon. 
Scorpion recebeu esta arma depois de ter sido derrotado pelos oni: Moloch e Drahmin e deter sido transformado em um dos "campeões" dos Elder Gods. Ela concentra uma essencia e poder de fogo nunca visto antes na história de MK, sendo mais fina, leve, e muito mais resistente do que a Ninja Sword, usada por Scorpion em MK: Deadly Alliance.
Como pode ser visto em MK: Mythology Sub-zero, Classic Sub-zero enfrenta os três deuses elementais: terra, água e fogo. O deus do fogo é o mais poderoso, e Sub-zero custa a derrota-lo. Depois de perder a batalha para o Lin Kuei Sub-zero, o deus do fogo se revelou contra os Elder Gods, se aliando com Shinnok. Os Elder Gods castigam o deus do fogo e contendo sua raiva. Por fim eles concentram seu poder elemental e seu espirito em uma espada forjada de diamante, conhecida como Mugai Ryu. 
Depois que Scorpion é transformado em campeão dos Elder Gods, eles se dão conta que Scorpion controla e produz o fogo muito bem. Vendo esta arma perfeita para ele Scorpion recebe a Mugai Ryu, que aumenta ainda mais seu poder de fogo. No final, Scorpion, com novas armas, um estilo de luta novo, e uma armadura ninja nova, é mandado para derrotar Onaga e impedir que ele una os reino. Scorpion foi bem sucessido em sua missão.